# Liste de kakapos

Tous les kakapos vivants, exception faite de quelques jeunes poussins, ont reçu des noms par le Kakapo Recovery Programme. La plupart des oiseaux plus âgés ont reçu des noms anglais, mais les poussins nés récemment ont été baptisés avec des noms māoris. Certains kakapos, tels que Richard Henry et Arab, ont reçu le nom de personnes ayant contribué significativement au travail de protection environnementale.

## Changements récents dans la population
Après 2002, une bonne année en matière de reproduction, la population de kakapos stagne à quatre-vingt-six oiseaux en 2004, lorsque trois femelles âgées de deux ans meurent d'un érysipèle,. Quatre poussins survivent à la saison de reproduction de 2005. Durant l'hiver néo-zélandais de 2005, le mâle Gunner meurt d'une aflatoxicose, ramenant la population à quatre-vingt-six individus. En avril 2008, la population atteint quatre-vingt-treize oiseaux avec l'éclosion de sept poussins, puis retombe à quatre-vingt-douze avec la mort d'un adulte, Bill. L'un des sept poussins nés en 2008 meurt peu après l'éclosion, faisant retomber la population à quatre-vingt-onze kakapos. Le 28 octobre 2008 le mâle Lee meurt et la population retombe à quatre-vingt-dix oiseaux.  Le mâle Rangi est retrouvé en février  2009 après avoir vécu vingt-et-un an sur Codfish Island. En 2009 eut lieu une nouvelle bonne saison de reproduction, avec la naissance de trente-trois poussins (vingt mâles et treize femelles) montant la population au nombre de cent vingt. Un grand nombre de vieux kakapos meurent durant l'année 2010. En janvier 2011 on annonce la disparition notable du seul individu connu dans le Fjordland et baptisé Richard Henry. Ses gênes propres au Fiordland perdurent par sa descendance composée de trois individus.
La saison de reproduction de 2011 voit l'éclosion de onze poussins (huit femelles, trois mâles), qui survivent tous et montent la population à cent trente et un individus. Malheureusement, la population rechute à cent vingt-quatre oiseaux à cause de la mort de plusieurs individus et de l'absence de saison de reproduction en 2012. En mars 2014 (première saison de reproduction depuis 2011), la ponte de six œufs ramène la population à 130 kakapos vivants.

## Kakapos en vie
On compte actuellement 130 kakapos en vie.

### Femelles
En mars 2014 on recense soixante femelles kakapos vivantes.

Évolution de la population de kakapos.

- Alice (Première capture : 1981. Mère de : Manu 1997; Al, Pearl 2002)
- Aparima (Éclosion : 2002, Mère : Wendy, Père : Waynebo. Mère de JEM 2008)
- Aranga (Éclosion : 1999;  Mère : Lisa, Père : Waynebo; Mère de Waikawa 2011)[14]
- Atareta (Éclosion : 2011; Mère : Lisa, Père : Blades)[12]
- Awarua (Éclosion 2009, Mère : Kuihi, Père : Barnard)[14]
- Bella (Première capture : 1982; Mère de  Tiaka, Hillary, Roha '09)
- Boomer (Éclosion: 1999;  Mère : Zephyr, Père: Felix)
- Cyndy (Première capture : 1987. Mère de Horton 2002; Weheruatanga-o-te-po, Elwin, Jester 208; Ngatapa, Queenie 2009)
- Ellie (Éclosion : 1999; Mère : Lisa, Père : Ox)
- Esperance (Éclosion : 2002;  Mère : Flossie, Père : Bill; Mother of Huhana 2009)
- Evohe (Éclosion : 2009; Mère : Zephyr, Père : Felix)[14]
- Flossie (Première capture : 1982; Mère de Heather 1981; Kuia, Gulliver, Sinbad 1998; Rakiura, Esperance 2002; Yasmine, Pura 2005; Wiremu, Scratch 2009; Hakatere, Waa 2011)[14]
- Hakatere (Éclosion : 2011; Mère Flossie, Père : Barnard)[12]
- Hananui (Éclosion : 2002;  Mère : Lisa, Père : Blades;  Mère de Wharetutu, Wolf '09)
- Hauturu (Éclosion : 1999;  Mère: Lisa, Père : Ox)
- Heather (Éclosion: 1981;  Mère Flossie; Père de Palmer-san, Robbie 2002; Guapo, Awhero 2009)
- Hinemoa (Éclosion: 2009; Mère : Sue, Père : Basil)[14]
- Hine taumai (Éclosion: 2002; Mère : Wendy, Père : Waynebo)
- Hoki (Éclosion 1992; Mère : Zephyr, Père : Felix, élevée en captivité; fait l'objet d'un livre écrit par son gardien).
- Huhana (Éclosion 2009;  Mère : Esperance, Père : Whiskas; Plus jeune femelle élevée jusqu'à présent; Mère de Huhana One 2014)[14]
- Ihi (Éclosion 2011; Mère : Solstice, Père : Waynebo)[12]
- Jane (Première capture : 1989)
- Jean (Première captures : 1981; Mère de Blake, Kuihi, Te Kingi 2002)
- JEM (Éclosion : 2008; Mère : Aparima, Père : Jimmy)[8]
- Jemma (Éclosion : 2009;  Mère: Pearl, Père: Stumpy (par insémination artificielle)[14]
- Konini (Éclosion : 2002;  Mère : Fuchsia, Père : Waynebo)
- Kuia (Éclosion : 1998;  Mère : Flossie, Père : Richard Henry)
- Kuihi (Éclosion : 2002;  Mère : Jean, Père: Sass;  Mère de Awarua, Waihopai, Hokonui 2009)
- Lisa (Première capture :  août 1982; Redécouverte en 1999 dans un nid, après treize ans de recherche sur Little Barrier Island; Mère de Ellie, Hauturu, Aranga 1999; Hananui 2002; Tiwhiri, Hurihrui, Purity 2009; Atareta 2011; Lisa One 2014)[14]
- Maggie (Première capture : Mars 1980; Seconde femelle capturée sur Stewart Island)
- Marama (Première capture : 2002;  Mère : Margaret-Maree, Père : Nog)
- Margaret-Maree (Première capture:  1986; Mère de Marama, Mila, Moana 2002; Kumi 2005; Millie, Moss 2009)
- Mila (Éclosion: 2002;  Mère : Margaret-Maree, Père : Nog)
- Millie (Éclosion 2009;  Mère : Margaret-maree, Père : Merty)[14]
- Nora (Première capture: 1980; Mère de Zephyr 1981)
- Pearl (Éclosion : 2002;  Mère : Alice, Père : Waynebo;  Mother of Juanma, Jemma 2009)
- Pounamu (Éclosion : 2005;  Mère : Sara, Père : Waynebo)
- Pura (Éclosion : 2005;  Mère : Flossie, Père : Bill)
- Quennie (Éclosion : 2009, Mère : Cyndy, Père : Ox)[14]
- Ra (Éclosion : 2009; Mère : Solstice, Père : Smoko (par insémination artificielle)[14]
- Rakiura (Éclosion : 2002;  Mère : Flossie, Père : Bill; Mother of Toititi 2008; Tamahou, Tiaho, Te Atapo 2009; Taonga, Tia, Tutoko 2011)[14]
- Roha (Éclosion : 2009;  Mère : Bella, Père : Blades)[14]
- Ruth (Première capture : 1991; Elle est borgne.Mère de Doc 2002)
- Solstice (Éclosion : 21 juin 1997; dernier oiseau capturé sur Stewart Island; Mère de Ra 209; Ihi, Komaru, Stella 2011)[14]
- Stella (Éclosion: 2011; Mère : Solstice, Père : Waynebo)[12]
- Sue (Première capture : 1983; Mère de Takatimu 2002; Rooster 2008; George, Hinemoa 2009)
- Suzanne (Mère de Ian 2011)[14]
- Taonga (Éclosion : 2011; Mère : Rakiura, Père : Barnard)[12]
- Tia (Éclosion : 2011; Mère : Rakiura, Père : Barnard)[12]
- Tiaka  (Éclosion : 2009; Mère : Bella, Père : Blades)[14]
- Tiwhiri (Éclosion : 2009; Mère : Lisa, Père : Basil)[14]
- Toitiiti (Éclosion : 2008; Mère : Rakiura, Père : Ox)[8]
- Tumeke (Éclosion : 2002; Mère : Wendy, Père : Waynebo)
- Waa (Éclosion : 2011; Mère : Flossie, Père : Barnard)[12]
- Waikawa (Éclosion : 2011; Mère : Aranga, Père : Blades)[12]
- Weheruatanga o te po (Éclosion : 2008; Mère : Cyndy, Père : Ox)[8]
- Wendy (Première capture: by 1982; Mère de Dobbie 1991; Aparima, Hine Taumai, Tumeke 2002)
- Wharetutu (Éclosion : 2009; Mère : Hananui, Père : Merty)[14]
- Yasmine (Éclosion : 2005;  Mère : Flossie, Père : Bill)
- Zephyr (Éclosion : 1981;  Mère : : Nora, Père : Rangi; Mère de Hoki 1992; Sirocco, Tiwai 1997; Trevor, Boomer 1999; Maestro, Evohe 2009)

### Mâles
En mars 2014, on recense soixante-quatre kakapos mâles vivants.

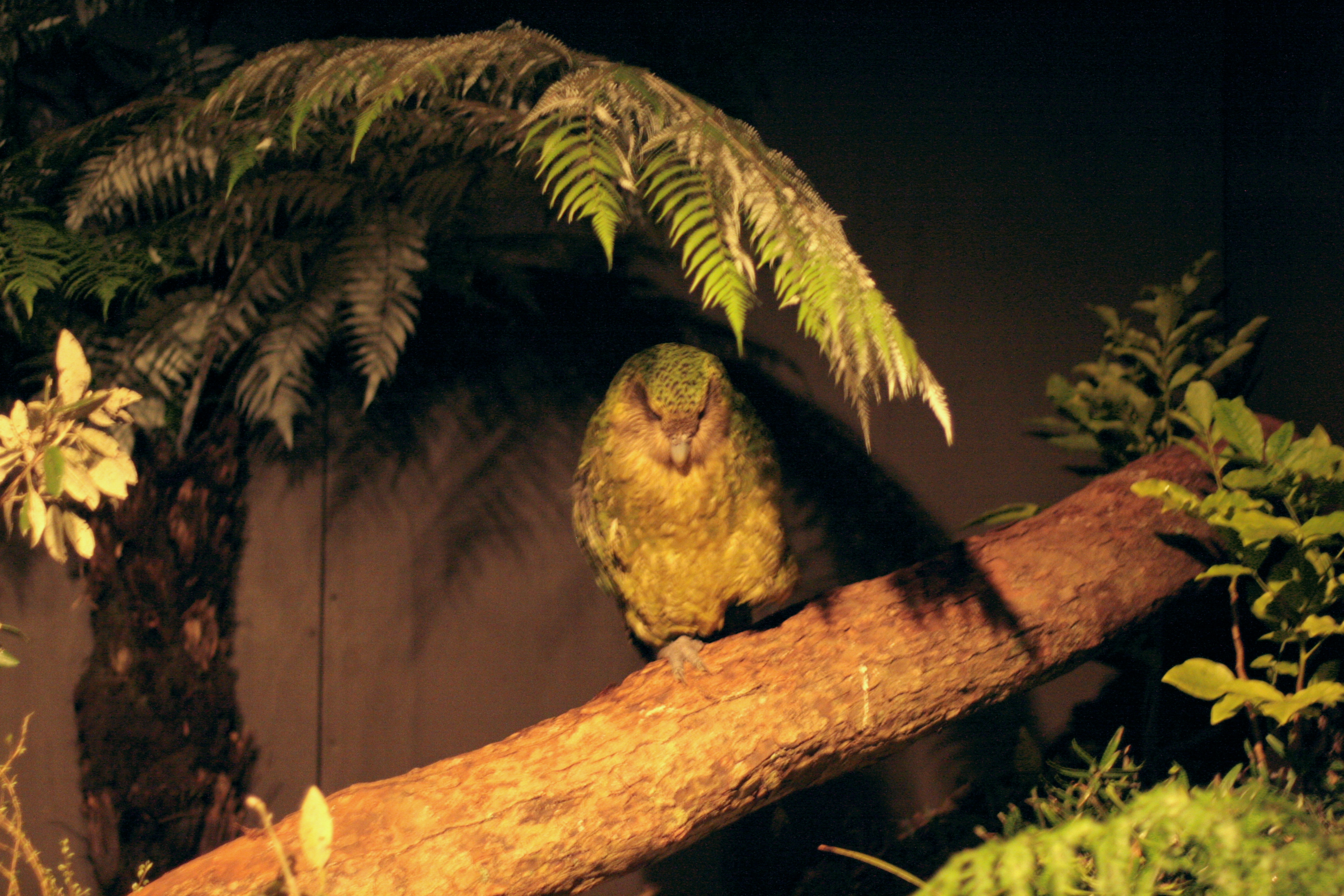
Sirocco au zoo d'Auckland en 2009. Sirocco est un kakapo mâle né en 1997. Initialement connu pour un incident survenu lors du tournage de l'émission Last Chance To See, il est depuis utilisé comme mascotte par le DOC pour différentes actions médiatiques et éducatives.

- Al (Éclosion: 2002; Mère : Alice, Père : Waynebo; )
- Arab (Première capture : 1980)
- Ariki (Éclosion: 2002;  Mère : Sara, Père : Waynebo;)
- Awhero (Éclosion 2009, Mère : Heather, Père : Blades)[15]
- Basil (Père de Doc, Takitimu 2002; Rooster 2008; Hinemoa, George, Tiwhiri, Purity, Hurihuri 209)
- Ben
- Blades (Père de Hananui 2002; Awhero, Tiaka, Hillary, Roha, Jack, Guapo 2009; Atareta, Waikawa 2011; Lisa One 2014)[15]
- Blake (Éclosion: 2002; Mère: Jean, Père : Sass; )
- Bluster-Murphy (Éclosion 2009, Mère : Fuchsia, Père : Smoko)[15]
- Bonus
- Boss (Père de Ian 2011)[15]
- Dobbie (Éclosion : 1991; Mère : Wendy, Père : Bill)
- Doc (Éclosion : 2002;  Mère : Ruth ; Père : Basil;)
- Elwin (Éclosion : 2008;  Mère : Cyndy ; Père : Ox)
- Felix (Première capture : 1989. Père de Hoki, Tiwai, Sirocco, Manu 1997; Boomer, Morehu, Trevor 1999; Maestro, Evohe 2009)
- George (Éclosion : 2009, Mère : Sue; Père : Basil)[15]
- Guapo (Éclosion : 2009, Mère : Heather; Père : Blades)[15]
- Gulliver (Éclosion : 1998;  Mère : Flossie; Père : Richard Henry;)
- Gumboots (Première capture : 1988)
- Hillary (Éclosion : 2009; Mère : Bella ; Père : Blades)[15]
- Hokonui (Éclosion : 2009, Mère : Kuihi ; Père: Barnard)[15]
- Horton (Éclosion : 2002;  Mère: Cyndy, Père : Bill)
- Hurihuri (Éclosion : 2009, Mère: Lisa, Père : Basil)[15]
- Ian (Éclosion : 2011; Mère : Suzanne, Père : Boss)[15]
- Jack (Éclosion : 2009, Mère : Aranga, Père : Blades)[15]
- Jester (Éclosion: 2008. Mère : Cyndy, Père : Ox)
- Jimmy (Père de JEM 2008; Huhana One 2014)
- Joe
- Juanma (Éclosion : 2009, Mère : Pearl, Père : Stumpy (par insémination artificielle))[15]
- Komaru (Éclosion: 2011; Mère : Solstice, Père : Waynebo)[15]
- Kumi (Éclosion : 2005;  Mère : Margaret-Maree, Père : Sass)
- Lionel ( Première capture : 1981)
- Luke
- Maestro  (Éclosion : 2009;  Mère: Zephyr, Père : Felix)[15]
- Manu (Éclosion : 1997;  Mère : Alice, Père : Felix;  Père de Paddy 2009)
- Merty (Father of: Moss, Millie, Wolf, Wharetutu 2009)
- Merv
- Morehu (Éclosion: 1999;  Mère : Sandra, Père : Felix)
- Moss (Éclosion : 2009; Mère : Magaret-Maree, Père : Merty)[15]
- Ngatapa (Éclosion : 2009; Mère : Cyndy, Père : Ox)[15]
- Nog (Père de Mila, Monoa, Marama 2002)
- Ox (Père de Aranga, Elli, Hauturu 1999; Toititi, Elwin, Wheruatanga-o-te-po, Jester 2008;  Ngatapa, Queenie 2009)
- Paddy (Éclosion : 2009; Mère : Sara, Père : Manu)[15]
- Palmersan (Éclosion : 2002;  Mère : Heather, Père : Sass )
- Piripi
- Ralph (Première capture : 1987.)
- Rangi (Première capture : 1987. Redécouvert en janvier 2009, après 21 ans passés caché sur Codfish Island; Père de Zephyr)[16]
- Robbie (Éclosion : 2002;  Mère  Heather, Père : Sass)
- Scratch (Éclosion : 2009, Mère : Flossie, Père : Whiskas)[15]
- Sinbad (Éclosion: 1998;  Mother: Flossie, Père : Richard Henry)
- Sirocco (Éclosion : 1997;  Mère : Zephyr, Père : Felix; Non apte à la reproduction. Rencontre avec Stephen Fry et Mark Carwardine visible dans Chance to See)
- Smoko (Première capture : 1991;  Père de Bluster, Ra (par insémination artificielle) 2009)
- Stumpy (Éclosion : 1991; Mère : John-girl, Père : Pegasus;  Mère de Jemma (par insémination artificielle), Juanma (par insémination artificielle) 2009)

- Takitimu (Éclosion : 2002;  Mère : Sue, Père : Basil)
- Tamahou (Éclosion : 2009;  Mère : Rakiura, Père : Whiskas)[15]
- Te Atapo (Éclosion : 2009, Mère : Rakiura, Père : Whiskas)[15]
- Te Kingi (Éclosion: 2002;  Mère : Jean, Père : Sass)
- Tiaho (Éclosion : 2009, Mère : Rakiura, Père r: Whiskas)[15]
- Tiwai (Éclosion : 1997;  Mère : Zephyr, Père : Felix)
- Trevor (Éclosion: 1999;  Mère : Zephyr, Père : Felix)
- Tutoko (Éclosion : 2011; Mère : Rakiura, Père  Barnard)[15]
- Waihopai (Éclosion :  2009, Mère Kuihi, Père : Barnard)[15]
- Wiremu (Éclosion : 2009, Mère : Flossie, Père : Whiskas)[15]
- Wolf (Éclosion : 2009; Mère : Hananui, Père : Merty)[15]